# گل مومی
گل مومی(نام علمی: Chamelaucium uncinatum) نام یک گونه از تیره مورت است.